# Delta Queen

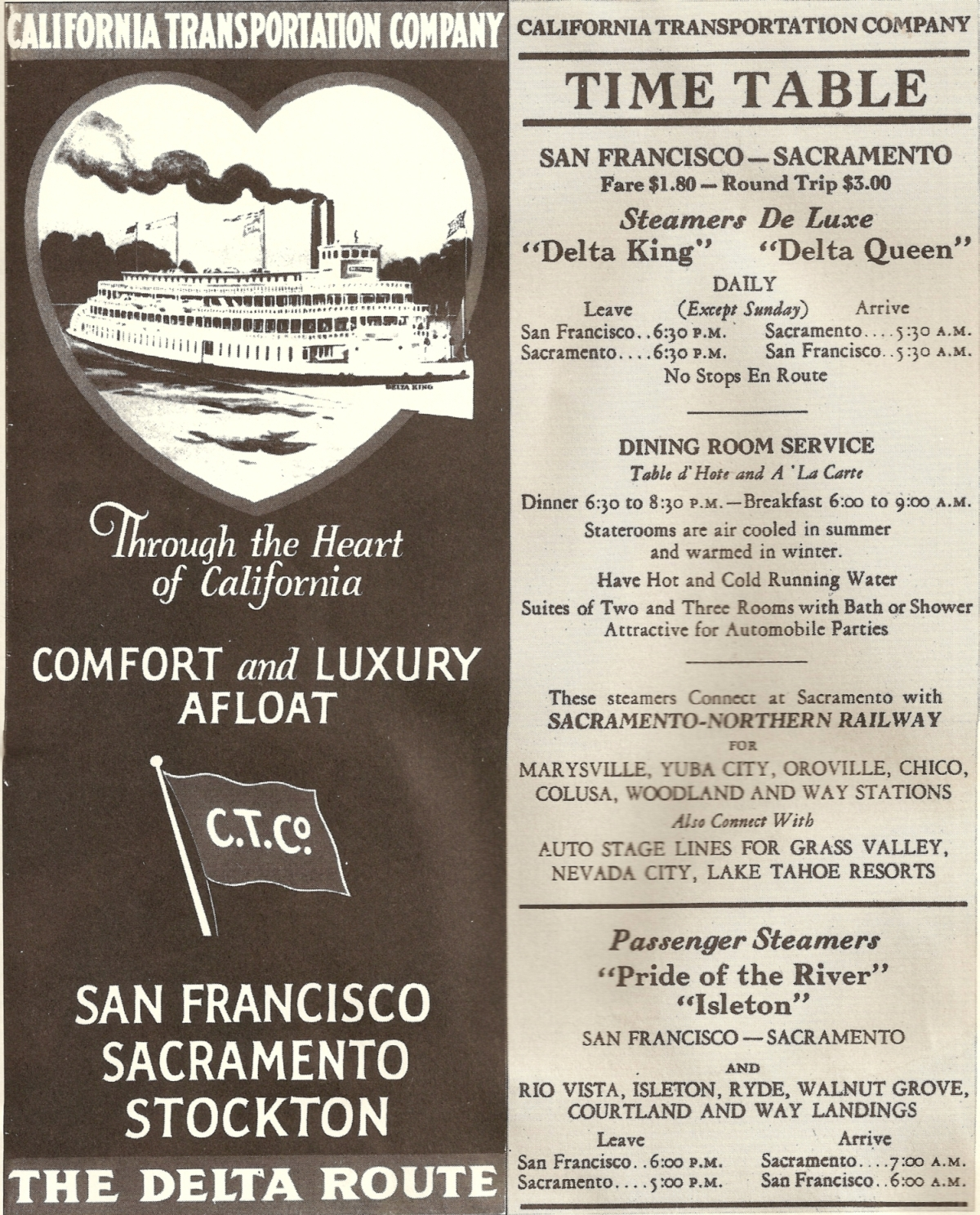
Fahrplan der Delta Queen und der Delta King bei der Eröffnung 1927

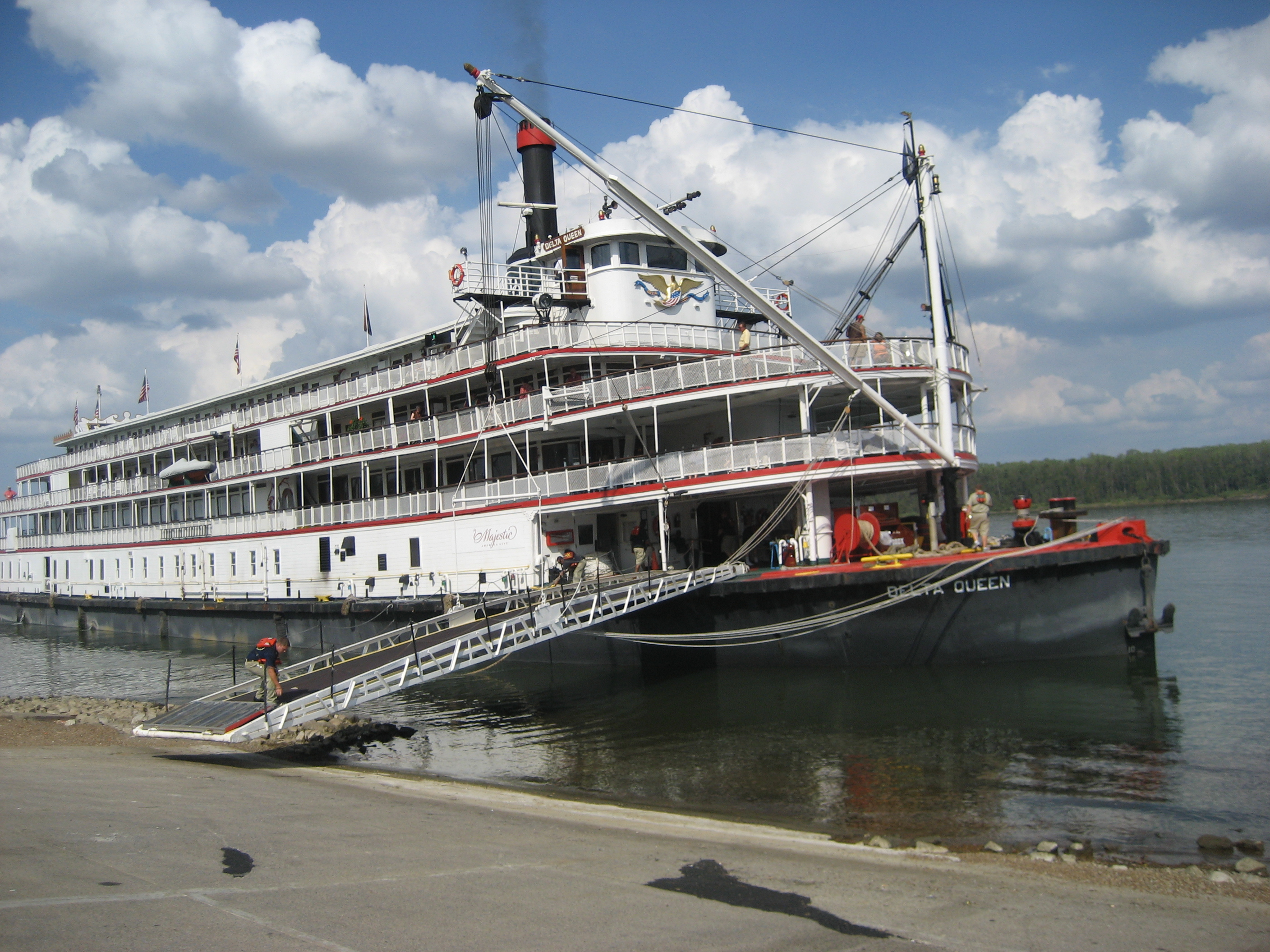
Die Delta Queen in Paducah (Kentucky)

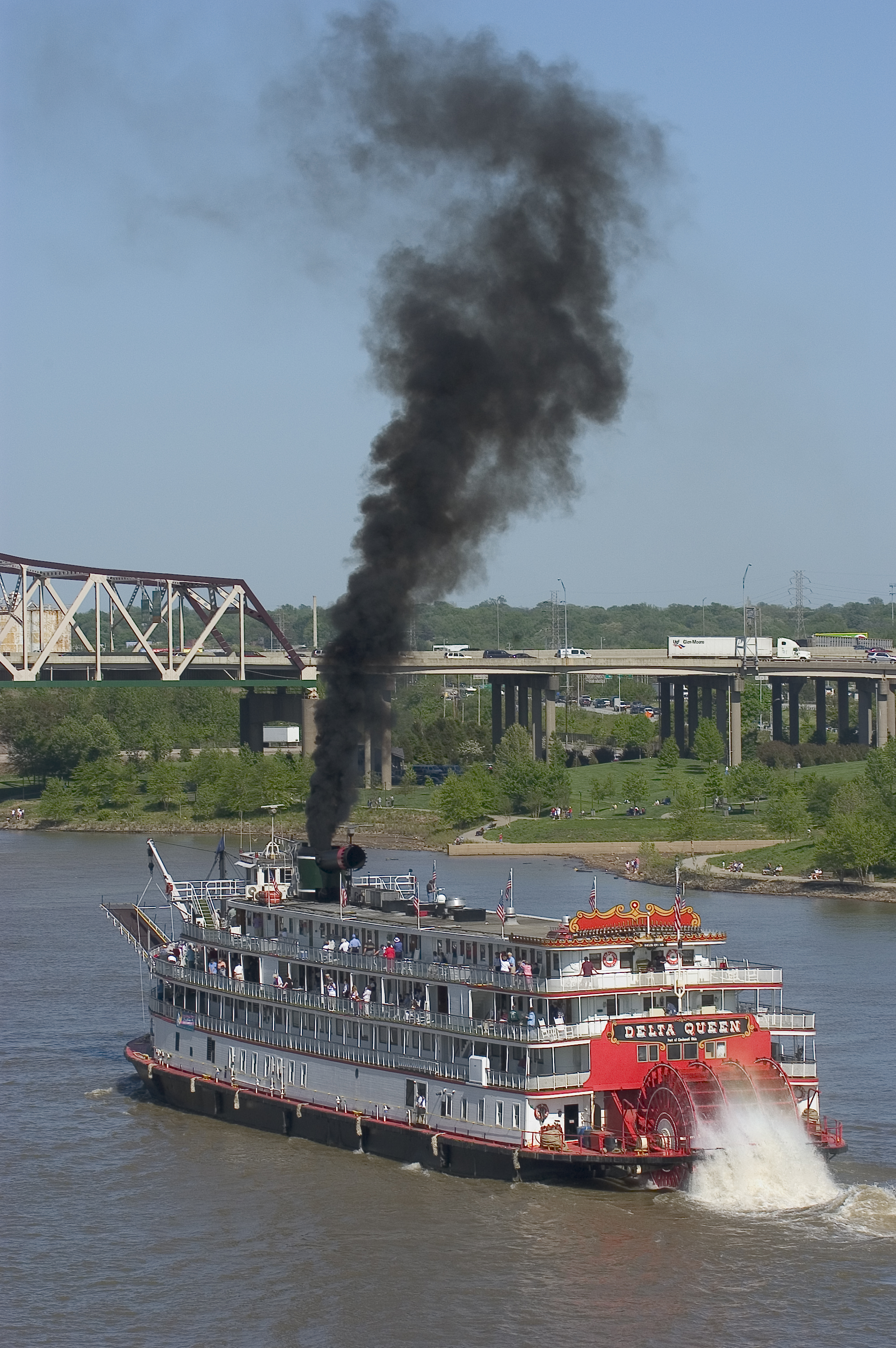
Die Delta Queen am Start des „Great Steamboat Race“ in Louisville (Kentucky) 2004

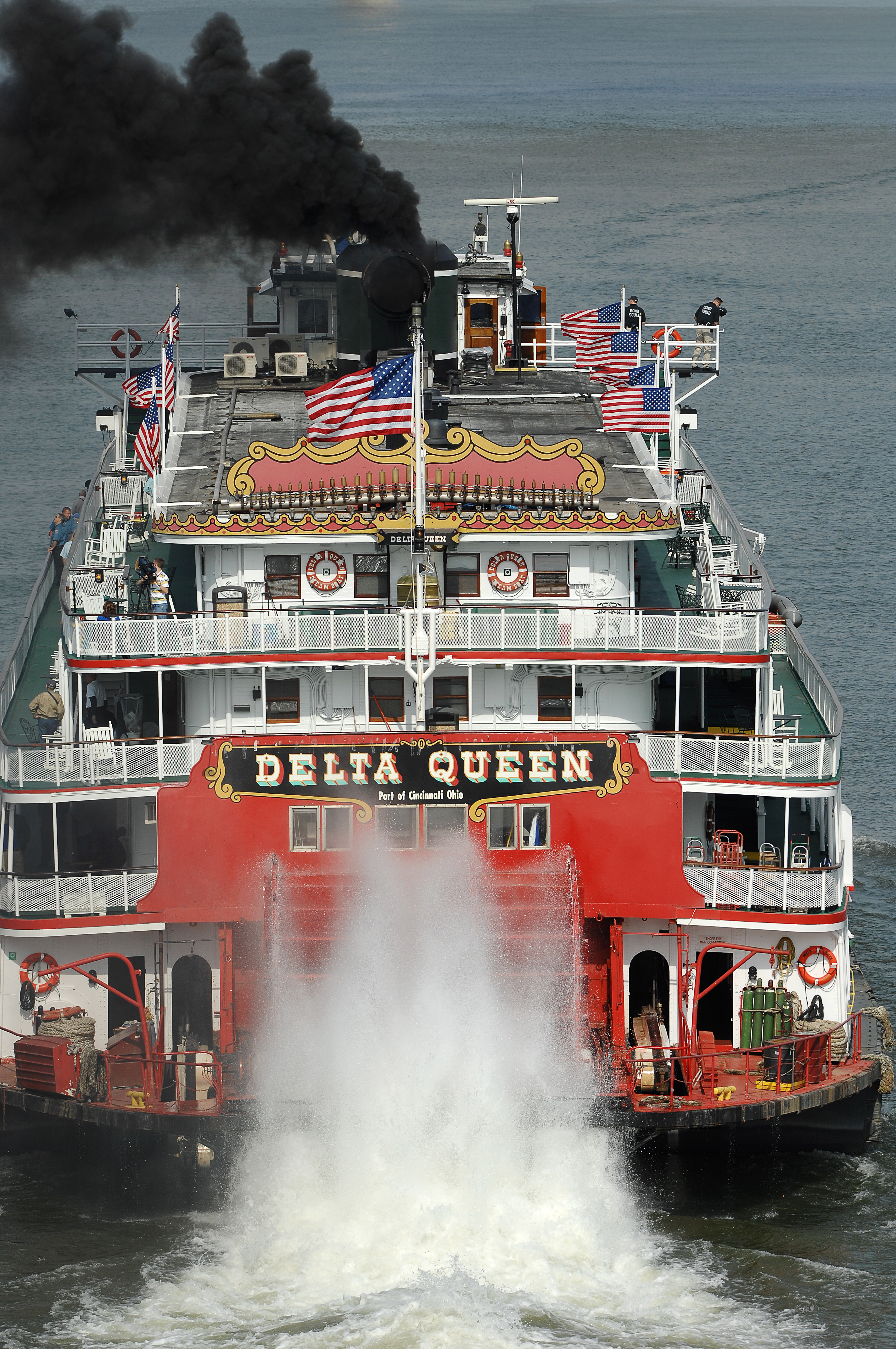
Die Delta Queen beim „Great Steamboat Race“ 2008

Die Delta Queen ist ein amerikanischer Heck-Raddampfer, der 1927 zusammen mit dem Schwesterschiff Delta King für den Liniendienst San Francisco–Sacramento in Stockton (Kalifornien) vom Stapel lief. Als einer der wenigen original erhaltenen Raddampfer der Vereinigten Staaten ist sie sowohl im „National Register of Historic Places“ verzeichnet als auch als „National Historic Landmark“ registriert. Erst 1946 wurde das Schiff zum Mississippi überführt.

## Konstruktion
Der Schiffsrumpf besteht aus galvanisierten Stahlsegmenten, die in Europa, auf der Werft William Denny & Brothers im schottischen Dumbarton vorgefertigt wurden, 1926 fand der Transport der Teile (auch die der Delta King) per Schiff an die Westküste der USA statt, wo die beiden Dampfer in Stockton (Kalifornien) zusammengebaut wurden. Der Antrieb ist eine Verbunddampfmaschine mit 3,05 m Hub und einer Leistung von 2.000 PS. Der Hochdruckzylinder hat einen Durchmesser von 0,66 m, der Niederdruckzylinder misst 1,33 m. Das Schaufelrad mit 28 Schaufeln hat einen Durchmesser von 8 m und eine Breite von 6,5 m. Die Steuerung erfolgte ursprünglich über vier Ruder vor dem Schaufelrad. Später (1948) wurden zwei zusätzliche Ruder hinter dem Schaufelrad eingebaut; außerdem wurde als Manövrierhilfe ein Bugstrahlruder installiert, das von einem Dieselmotor angetrieben wird.
Im Schiffsrumpf sind die Kabinen für die Besatzung, die Hilfsmaschinen, die Dampfkessel und die Vorratstanks für Brennstoff, Wasser und Öl.
Die Delta Queen hat vier Decks, das Hauptdeck mit der Maschinenanlage in der hinteren Hälfte, davor das Restaurant und im vorderen Bereich Stauräume und eine große Treppe zu den Passagierdecks. Die drei Passagierdecks:
das „Cabin Deck“ mit 22 Kabinen, einer Bibliothek und einer Lounge,
das „Texas Deck“ mit 34 Kabinen und
das „Sun Deck“ mit 32 Kabinen, davon vier Luxuskabinen,
sind sehr luxuriös ausgestattet. Darüber befinden sich ein Sonnendeck und das Ruderhaus. Der Decksaufbau wurde von der California Transportation Company in Stockton aus Holz gefertigt und aufwendig verziert und verkleidet. Auf dem obersten Deck ist eine Dampforgel installiert. Früher wurde der vordere Teil des Hauptdecks als Frachtdeck benutzt.

## Geschichte

### Die 1920er und 1930er Jahre
Die Delta Queen und ihr Schwesterschiff Delta King – genannt die „Million Dollar Boats“ – wurden zwischen 1924 und 1927 im schottischen Dumbarton und in Stockton gebaut. Die beiden Binnenschiffe wurden von ihrem Eigentümer, der California Transportation Co., in Auftrag gegeben, um die Schiffe Fort Sutter und Capital City zu ersetzen. Die Delta Queen lief am 12. Dezember 1925 vom Stapel – die Aufbauten waren noch nicht komplettiert – und wurde am 20. Mai 1927 in Dienst gestellt.
Die beiden Schiffe verkehrten gegenläufig über Nacht auf der sogenannten „Delta Route“ zwischen San Francisco und Sacramento; diese Strecke führte über die Bucht von San Francisco und die Carquinez-Straße durch das Sacramento-San Joaquin River Delta und den Sacramento River.
Der Luxus der beiden „Riverboats“ waren ein Ausdruck der „Roaring Twenties“, außerdem war es auf Grund des abgelegenen Deltas relativ einfach, die Prohibition zu umgehen.
Als jedoch Mitte der 1930er Jahre Brücken wie die Golden Gate Bridge, die Bay Bridge und die Carquinez-Brücke eröffnet wurden und damit den Autoverkehr von San Francisco in Richtung Norden und Osten entscheidend erleichterten, ging die Dampfschifffahrt rapide zurück, und die California Transportation Co. musste 1935 Konkurs anmelden. Ab ungefähr diesem Zeitpunkt verkehrten die beiden Schiffe nur noch in der Sommersaison, die letzte reguläre „Delta Route“ wurde (obwohl zu dem Zeitpunkt nicht bekannt) am 29. September 1940 gefahren.

### Im Zweiten Weltkrieg
Nachdem der Zweite Weltkrieg begonnen hatte, wurden die beiden Dampfer von der United States Navy gemietet und als temporäre Kasernen auf Treasure Island eingesetzt. Im Herbst 1941 wurden sie der California Transportation Co. zurückgegeben und sollten in Stockton überholt werden. Auf Grund des Angriffs auf Pearl Harbor am 7. Dezember 1941 wurden die beiden Dampfer jedoch wieder von der Navy benötigt und zu Lazarettschiffen umgebaut, auf denen die in der Bucht ankommenden Verwundeten versorgt wurden. Zu diesem Zeitpunkt wurden die beiden Schiffe auch von der Navy gekauft, die Delta Queen wurde als YHB-7 („Yard House Boat“ – „Wohnschiff“) geführt.
Als die Lazarettkapazitäten nicht mehr benötigt wurden, wurden sie als Militärfähren zwischen den verschiedenen Installationen – Treasure Island, Alameda Naval Air Station, Fort Mason und San Francisco Pier – in der Bucht von San Francisco eingesetzt; dabei wurde die Registrierung nach YFB-56 („Yard Ferry Boat“ – „Fähre“) geändert.
Während der historischen Gründungskonferenz der Vereinten Nationen vom 25. April bis 26. Juni 1945 in San Francisco wurde die Delta Queen für Empfänge und Ausflugsfahrten für die Delegierten der 50 Nationen eingesetzt. Anfang 1946 wurden die beiden Schiffe vom Navyregister gestrichen und in die „Mothball-Fleet“ nach Suisun Bay überführt.

### Die 1950er bis 1980er Jahre
Am 17. Dezember 1946 wurde die Delta Queen von der Greene Line Steamers Company in Cincinnati gekauft. Am 19. April 1947 brach der Schlepper Osage – mit der Delta Queen in Schlepp – zu einer legendären Fahrt durch den Panamakanal auf. Nach 29 Tagen hatte sie eine Strecke von 5.261 Meilen auf offener See zurückgelegt und erreichte den Mississippi bei New Orleans.
Nach längerer Restaurierung wurde die Delta Queen am 30. Juni 1948 auf dem Ohio River durch die Greene Line Steamers Co. wieder in Betrieb genommen. Während ihrer Laufzeit wurden sowohl die Dampfmaschine als auch die Welle des Schaufelrades von der Delta King eingesetzt.
1966 beendete ein neues Gesetz, das „Safety of Life at Sea Law“, beinahe die traditionsreiche Geschichte der Delta Queen. Aufgrund ihrer hölzernen Aufbauten konnte sie dem Gesetz nicht gerecht werden und hätte daher ab November 1970 keine Passagiere mehr befördern dürfen. Die Charterfluggesellschaft Overseas National Airways erwarb das Schiff im Jahr 1969 und startete mit Betty Blake, der Vizepräsidentin von Greene Line Steamers, eine Kampagne für den Weiterbetrieb. Erst nach dem Einbau einer Sprinkleranlage, der Verwendung von vielen feuerhemmenden Materialien, einer elektronischen Feuermeldeanlage und einer intensiven Schulung der Besatzung in der Feuerbekämpfung wurde nach längerem politischem Kampf schließlich 1970 eine Ausnahmegenehmigung bis 1973 erteilt, die seitdem immer wieder vom amerikanischen Kongress verlängert wurde. Am 15. Juni 1970 wurde die Delta Queen als Konstruktion in das National Register of Historic Places aufgenommen. 1973 erfolgte die Umbenennung der Greene Line Steamers Co. in Delta Queen Steamboat Company. 1979 war Präsident Jimmy Carter und seine Familie Gast auf der Delta Queen. 1985 verlegte die Delta Queen Steamboat Co. ihren Sitz nach New Orleans. Am 29. Juni 1989 erhielt die Delta Queen den Status einer National Historic Landmark. Durch mehrere Verkäufe gelangte die Delta Queen 2006 in den Besitz der Majestic America Line.

## In der Gegenwart
Bis 2008 fuhr die Delta Queen als Kreuzfahrtschiff auf dem Mississippi. Da die Ausnahmegenehmigung 2008 erneut auslief, und der Kongress der Vereinigten Staaten die Genehmigung nicht mehr erneuerte, hatte die Majestic America Line am 1. August 2008 angekündigt, den Betrieb der Delta Queen zum Jahresende 2008 einzustellen. Wie auch 1970 hatten Befürworter des Dampfers ein Komitee „Save the Delta Queen“ zur Rettung gestartet, allerdings stellte die Delta Queen am Ende der Saison 2008 den Betrieb ein. Auf ihrer Website gaben die Eigentümer bekannt, dass 2009 keine Kreuzfahrten mehr durchgeführt würden, und das Schiff wurde zum Verkauf angeboten.
Am 11. Februar 2009 kam die Delta Queen in Chattanooga in Tennessee an, nachdem befürchtet wurde, dass das Schiff in New Orleans ausgeplündert werden könnte. Wie die neuen Eigentümer bekannt gaben, soll das Schiff ein schwimmendes Boutique-Hotel werden. Ähnlich wie beim Schwesterschiff Delta King werden auch eine gastronomische und künstlerische Nutzung angestrebt.